# Maurice Vauthier
Maurice Auguste Eugène Vauthier (Brussel, 2 maart 1860 - Elsene, 25 juni 1931) was een Belgisch liberaal politicus en minister.

## Biografie
Maurice Vauthier was een zoon van Alfred Vauthier, advocaat, schepen van Brussel, hoogleraar aan de Université libre de Bruxelles en magistraat, en een broer van Gustave Vauthier, spoorwegingenieur in Belgisch-Congo en Brazilië.
Hij promoveerde in 1882 tot doctor in de rechten aan de Université libre de Bruxelles. In 1890 werd hij hoogleraar bestuursrecht, in 1892 buitengewoon hoogleraar en in 1897 gewoon hoogleraar. Van 1903 tot 1905 was hij rector magnificus van deze universiteit en in 1911 werd hij lid van de raad van bestuur en in 1924 voorzitter van die raad, functies die hij tot 1927 uitoefende.
Vauthier was vanaf 1887 tevens juridisch raadgever voor de stad Brussel. Hij werd ook kabinetschef van de burgemeester van Brussel en directeur-generaal en was van 1914 tot 1927 stadssecretaris. Ook was hij van 1921 tot aan zijn overlijden in 1931 liberaal gecoöpteerd senator in de Senaat.
In 1927 was hij korte tijd minister van Binnenlandse Zaken in de eerste regering-Henri Jaspar en vervolgens van 1927 tot kort voor zijn overlijden in 1931 minister van Kunsten en Wetenschappen in de tweede regering-Jaspar.
Verder was Vauthier:
- corresponderend lid (1901), titularis (1907), directeur Klasse der Letteren (1922) en voorzitter (1922) van de Académie royale de Belgique
- lid van de Conseil supérieur de la bienfaisance,
- vicevoorzitter van de Conseil des écoles de service social,
- gewoon lid van het Institut international de droit public in Parijs,
- vicevoorzitter van het Institut international de sociologie.

Hij schreef wetenschappelijke bijdragen in Revue de l'administration et du droit administratif, Bulletin de l'Académie royale de Belgique en Revue de l'Université de Bruxelles.

## Selecte bibliografie
- Études sur les personnes morales dans le droit romain et dans le droit français, Brussel, Manceaux, 1887.
- Das Staatsrecht des Königreichs Belgien, Freiburg, Akademische Verlagsbuchhandlung von J.S.B. Mohr, 1892.
- Le gouvernement local de l'Angleterre, Parijs, Rousseau, 1895.
- La France et l'affaire Dreyfus, Parijs, Stock, 1899.
- De la responsabilité dans le droit pénal et dans le droit civil, Luik, La Meuse, 1908.
- Machiavélisme et raison d'état, Brussel, Hayez, 1910.
- Essais de philosophie sociale, Brussel, Lamertin, 1912.
- La politique et le sentiment, Brussel, Weissenbruch, 1924.
- La Legislation et l'Administration Allemandes en Belgique, Parijs, Les Presses universitaire de France, 1925 (met Jacques Pirenne)
- Le matérialisme social, Brussel, Weissenbruch, 1925.
- L'idée de progrès, Brussel, Weissenbruch, 1926.
- Précis du droit administratif de la Belgique, Brussel, Larcier, 1928.